# 4-哌啶甲酸
4-哌啶甲酸是一种有机化合物，化学式为C6H11NO2。它可用作一些药物合成的前驱体。

## 化学性质
4-哌啶甲酸和Boc2O反应在碱性条件下反应，可以得到N-Boc-4-哌啶甲酸，取代产物在强酸或高温条件下不稳定。